# Sello

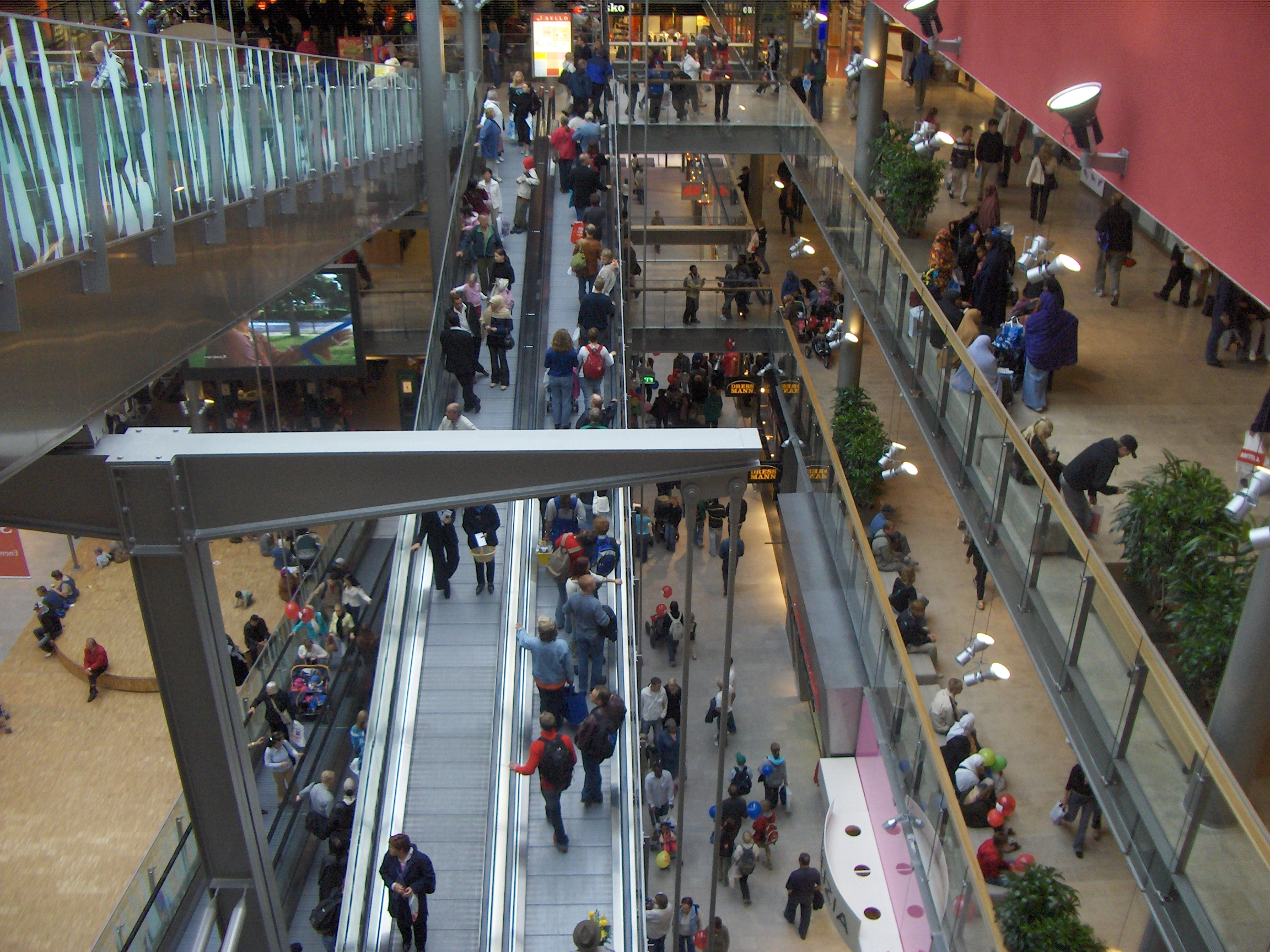
Sello v roce 2005

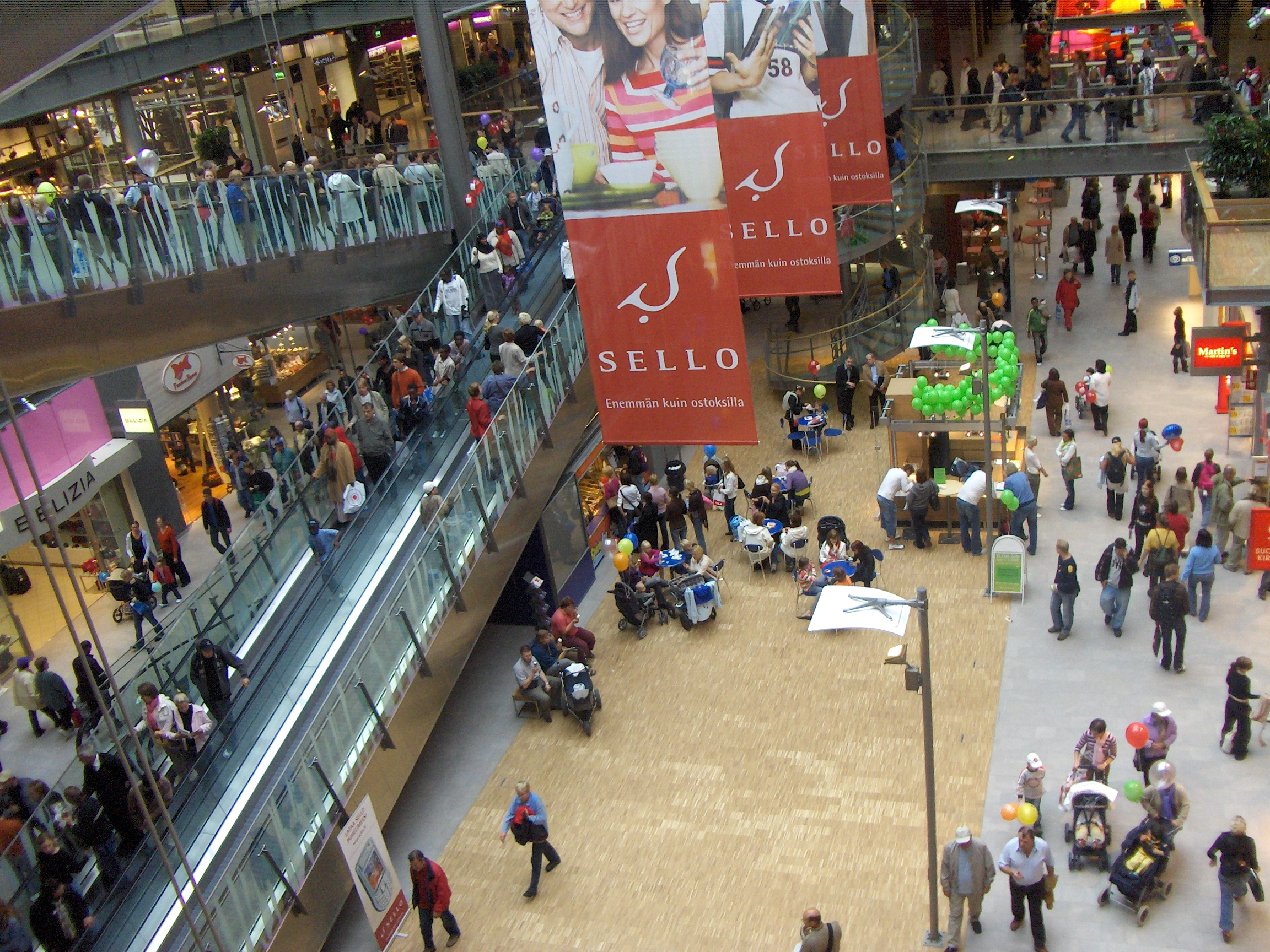
Sello v roce 2005

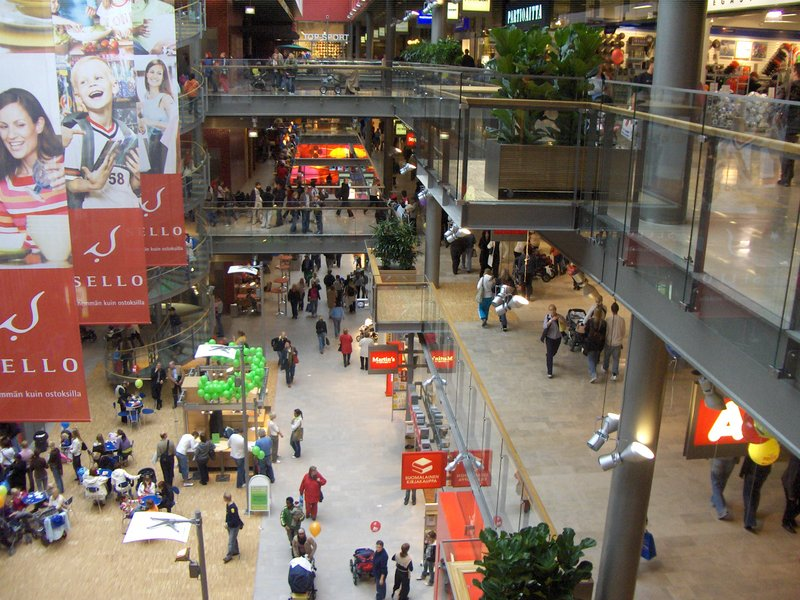
Sello v roce 2005

Sello (finsky „violoncello“) je obchodní centrum ve Finském Espoo, čtvrti Leppävaara. Je druhým největším obchodním centrem ve Finsku.
Obchodní centrum bylo poprvé otevřeno v únoru 2003 a dokončeno 14. září 2005. Z části stojí na pozemku, kde od roku 1971 stál první hypermarket ve Finsku Maxi-market. V centru je na 97 400 m² a čtyřech patrech přes 170 obchodů a služeb, včetně veřejné knihovny s 3 000 návštěvníky denně. K Sellu patří také Hotel Sello a osmipatrový obytný dům Sellonkulma („Roh Sella“). Od roku 2008 je zde také filmové centrum Sello Rex. Ve stejný rok byla na sousedním pozemku dokončena 17patrová administrativní budova Panorama Tower. V podzemí je parkoviště pro 2 300 aut, dalších 600 aut zaparkuje na povrchových parkovištích. Sello je přímo napojeno na autobusové a vlakové nádraží.
Ročně navštíví Sello 18,2 milionu lidí a prodá zde se zboží za 334 milionů eur.
Největšími obchody v Sellu jsou hypermarkety K-citymarket a Prisma a obchodní dům Anttila.
Ředitelem Sella je Matti Karlsson.